# Château d'Ahrenthal
Le Château d'Ahrenthal est un château allemand d’origine médiévale entouré de douves situé dans la commune de Sinzig, en Rhénanie-Palatinat, dans l'arrondissement d'Ahrweiler.

## Histoire
En l’année 1728, le comte Franck Caspar Wilhelm von Hillesheim, fit construire ce qu’on appelait jadis, le « corps de ferme » de Arendhal. L’architecte Johann Adam Breunig dessina non seulement la cour et le parc du château, mais aussi le corps de ferme en forme de U ouvert sur le château.
À la suite du décès de Franz Caspar Wilhem, la construction du château resta inachevée. En 1785, le fils de ce dernier, Wilhem Ernst Gottfried von Hillesheim, comte impérial, décède sans descendance. L’une de ses sœurs hérite alors du château. Mariée depuis 1756 au comte impérial Ambrosius Franz von Spee (Famille von Spee), résidant au château Heltorf proche d’Angermund, elle transmet alors la possession du château à la lignée des comtes von Spee. C’est ainsi que depuis 1804, le Château d'Ahrenthal est la possession des comtes impériaux von Spee. Le comte Wilhelm von Spee fit construire le bâtiment selon les plans de deux  architectes de Düsseldorf,  Bernard Tüschaus et Leo von Abbema. 
Le bois ayant servi à la construction du château provient principalement du Vehnerwald, où l’on trouve, aujourd'hui encore, des traces de creusement. Dans les années 1920, un incendie détruisit le corps de ferme dans son intégralité. À cette époque, la reconstruction s’est concentrée sur l’intérieur des bâtiments au détriment de l’extérieur. Reconstruction et rénovation n’ont pas tenu compte de la forme originale des toits. Jusqu’à nos jours, le Château d'Ahrenthal est resté une organisation agricole, même si depuis les années 1990, le domaine a été agrandi et aménagé à des fins commerciales : depuis 2011, il est utilisé pour des séminaires d'entreprises. 